# Bandeira vermelha

A bandeira vermelha simples é frequentemente usada em comícios socialistas ou comunistas, especialmente no Dia do Trabalhador

Na política, uma bandeira vermelha é predominantemente um símbolo da política de esquerda, incluindo o socialismo, o comunismo, o marxismo, o movimento trabalhista e o anarquismo. A bandeira vermelha originalmente vazia ou simples tem sido associada à esquerda desde a Revolução Francesa (1789-1799).
Os socialistas adotaram o símbolo durante as Revoluções de 1848 e ele foi usado pela primeira vez como bandeira de uma nova autoridade pela Comuna de Paris de 1871. A bandeira da antiga União Soviética, introduzida após a Revolução Russa, é explicitamente inspirada na bandeira vermelha lisa. A bandeira vermelha também é usada como símbolo por alguns socialistas democráticos e social-democratas, por exemplo a Liga dos Social-Democratas de Hong Kong, o Partido Socialista Francês e o Partido Social-Democrata da Alemanha. O Partido Trabalhista na Grã-Bretanha utilizou-o até o final dos anos 1980. Foi a inspiração para o hino socialista The Red Flag.
Antes da Revolução Francesa e em alguns contextos ainda hoje, bandeiras ou estandartes vermelhos eram vistos como um símbolo de desafio e batalha.

## Bandeira vermelha comunista e socialista como nome ou título

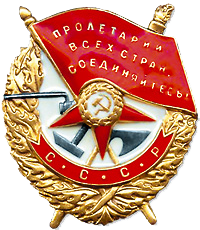
Ordem do Estandarte Vermelho da União Soviética

Uma linha de limusinas fabricadas pela China FAW Group Corporation tem a marca Red Flag. Em 1967, durante a Revolução Cultural, Pilal, no condado de Akto, Kizilsu, Xinjiang, China, foi renomeada como Comuna de Hongqi (红旗公社), que significa 'comuna da bandeira vermelha'. Em 1968, a Comuna de Baykurut no condado de Ulugqat, também foi renomeada como Comuna de Hongqi.

## Leis históricas que proíbem bandeiras vermelhas
Após a supressão da revolução de 1848, a bandeira vermelha e outras insígnias dominadas pela cor vermelha foram proibidas na Prússia, como foi o caso na França após o fim da Comuna de Paris. Durante a perseguição aos socialistas durante a ameaça vermelha de 1919–1920 nos Estados Unidos, muitos estados aprovaram leis proibindo a exibição de bandeiras vermelhas, incluindo Minnesota, Dakota do Sul, Oklahoma e Califórnia. No caso Stromberg v. Califórnia, a Suprema Corte dos Estados Unidos considerou que tais leis são inconstitucionais.